# Radzieckie komendantury wojskowe
Radzieckie Komendantury Wojskowe – organy władzy ZSRR, sprawujące kontrolę nad ziemiami zajmowanymi przez Armię Czerwoną pod koniec II wojny światowej.
Zostały utworzone decyzją Państwowego Komitetu Obrony ZSRR. Oficjalnym zadaniem RKW była ochrona tyłów Armii Czerwonej, która zajmowała kolejne obszary Polski znajdującej się pod okupacją niemiecką. RKW przejmowały władzę od Armii Czerwonej na terenach wyzwolonych i przekazywały ją Polskiemu Komitetowi Wyzwolenia Narodowego.
Działalność radzieckich komendantów określiła instrukcja marszałka Konstantego Rokossowskiego z 23 sierpnia 1944 roku. Rada Wojenna Frontu miała wyznaczać komendantów powiatów i miast, a komendantów gmin i mniejszych miasteczek Rady Wojenne poszczególnych armii wchodzących w skład frontu. W przypadku braku w danej miejscowości organów podległych Polskiemu Komitetowi Wyzwolenia Narodowego komendanci radzieccy mieli wyznaczać tymczasowych starostów i wójtów. Radzieckie komendantury uzyskały też prawo do użycia broni palnej wobec polskiej ludności w razie zamieszek przerywających transport na front i zakłócających działalność organów administracji Polskiego Komitetu Wyzwolenia Narodowego.